# ترانه‌پرداز (فیلم)
ترانه‌پرداز (انگلیسی: Songwriter) فیلمی به کارگردانی آلن رودولف است که در سال ۱۹۸۴ منتشر شد.

## بازیگران
- ویلی نلسون
- کریس کریستوفرسون
- ملیندا دیلون
- لزلی ان وارن
- ریپ تورن
- ریچارد سی سارافیان